# 宜就镇
宜就镇，是中华人民共和国云南省楚雄彝族自治州永仁县下辖的一个乡镇级行政单位。

## 行政区划
宜就镇下辖以下地区：
宜就村、他克村、阿朵所村、火把村、外普拉村、他的么村、老怀哨村、潘古里村、拉古村、地什苴村、木马村和拉利坪村。